# Cabeza colosal
Las cabezas gigantes son rasgos distintivos de la civilización olmeca de la antigua Mesoamérica. Las primeras investigaciones sobre este objeto arqueológico fueron llevadas a cabo por Matthew Stirling en Tres Zapotes en 1938, estimuladas por el hallazgo de una cabeza colosal en el siglo XIX. Hasta la actualidad, se ha confirmado la existencia de diecisiete cabezas de piedra, todas dentro del corazón olmeca en la Costa Golfo de México, en los estados de Veracruz y Tabasco. La mayoría de las cabezas colosales fueron esculpidas en rocas esféricas, a excepción de dos, halladas en San Lorenzo-Tenochtitlán, que fueron talladas desde tronos de piedra maciza. Un monumento adicional, en Takalik Abaj, en Guatemala, es un trono que pudo haber sido esculpido a partir de una cabeza colosal. Este es el único ejemplar fuera del corazón olmeca.
La datación de los monumentos ha sido difícil debido a los cambios que muchos han presentado respecto a su contexto original. La mayoría de las cabezas datan de principios del Periodo Preclásico (1500–1000 a. 
C.) y algunas del Periodo Preclásico Medio (1000–400 a. C.). Los ejemplares más pequeños pesan alrededor de 6 toneladas, mientras que el mayor se estima posee un peso de 40 a 50 toneladas, aunque este fue abandonado sin terminar cerca de la fuente de su piedra. Estas cabezas masculinas eran hechas en basalto, medían de 2.7 metros de altura y tenían un peso promedio de 25 toneladas. 
Las colosales cabezas olmecas fueron esculpidas de grandes piedras de basalto extraídas de la Sierra de los Tuxtlas de Veracruz. Estas fueron transportadas a grandes distancias, aunque el método utilizado para el transporte no es claro. Los monumentos terminados representaban realísticamente los retratos de los diferentes gobernantes olmecas, como por ejemplo el primer gobernante de la cultura, cada uno con un tocado distintivo, y las cabezas se organizaron de diversas formas en línea o grupos en los principales centros olmecas. Asimismo, todas las cabezas colosales muestran a hombres maduros con mejillas carnosas, narices chatas, parte traseras planas y ojos que tienden a ser ligeramente entrecerrados. Las características físicas generales de las cabezas son de una raza o población que sigue siendo común en los estados de Tabasco y Veracruz en la actualidad. Se cree que por los cascos que llevan, las cabezas representan a guerreros, y no dioses.

## Origen
Las cabezas olmecas no pueden ser datadas de un modo preciso, pero las cabezas de San Lorenzo fueron enterradas alrededor del 900 a. C., indicando que su período de uso y manufacturación fue incluso antes. Las cabezas de Tres Zapotes habían sido movidas de su contexto original antes de ser investigadas por los arqueólogos y las cabezas de La Venta se encuentran parcialmente expuestas en la superficie del suelo actual. Debido a estos factores, el período de producción de las cabezas colosales es desconocido, por lo que puede variar desde un siglo, o hasta un milenio. Estimaciones del lapso de tiempo durante el cual las cabezas colosales fueron producidas varían desde 50 hasta 200 años. Las cabezas de San Lorenzo, se creen, pueden ser los más antiguos ejemplos del tipo, y a la vez, las más hábilmente ejecutadas. Gracias a ello, las cabezas de piedra han sido asignadas al período preclásico de la cronología Mesoamericana, generalmente al Preclásico Temprano (1500-1000 a. C.), aunque las de Tres Zapotes y la cabeza de La Cobata han sido atribuidas al Preclásico Medio (1000-400 a. C.).
| Lugar        | Localización | Monumento           | Nombre alternativo                     | Altura                 | Anchura                | Grosor                 | Peso (toneladas) | Foto |
| ------------ | ------------ | ------------------- | -------------------------------------- | ---------------------- | ---------------------- | ---------------------- | ---------------- | ---- |
| San Lorenzo  | Veracruz     | Cabeza colosal 1    | Monumento 1, "El rey"                  | 2,84 metros (9,3 pies) | 2,11 metros (6,9 pies) |                        | 25.3             |      |
| San Lorenzo  | Veracruz     | Cabeza colosal 2    | Monumento 2                            | 2,69 metros (8,8 pies) | 1,83 metros (6 pies)   | 1,05 metros (3,4 pies) | 20               |      |
| San Lorenzo  | Veracruz     | Cabeza colosal 3    | Monumento 3                            | 1,78 metros (5,8 pies) | 1,63 metros (5,3 pies) | 0,95 metros (3,1 pies) | 9.4              |      |
| San Lorenzo  | Veracruz     | Cabeza colosal 4    | Monumento 4                            | 1,78 metros (5,8 pies) | 1,17 metros (3,8 pies) | 0,95 metros (3,1 pies) | 6                |      |
| San Lorenzo  | Veracruz     | Cabeza colosal 5    | Monumento 5                            | 1,86 metros (6,1 pies) | 1,47 metros (4,8 pies) | 1,15 metros (3,8 pies) | 11.6             |      |
| San Lorenzo  | Veracruz     | Cabeza colosal 6    | Monumento 17                           | 1,67 metros (5,5 pies) | 1,41 metros (4,6 pies) | 1,26 metros (4,1 pies) | 8–10             |      |
| San Lorenzo  | Veracruz     | Cabeza colosal 7    | Monumento 53                           | 2,7 metros (8,9 pies)  | 1,85 metros (6,1 pies) | 1,35 metros (4,4 pies) | 18               |      |
| San Lorenzo  | Veracruz     | Cabeza colosal 8    | Monumento 61                           | 2,2 metros (7,2 pies)  | 1,65 metros (5,4 pies) | 1,6 metros (5,2 pies)  | 13               |      |
| San Lorenzo  | Veracruz     | Cabeza colosal 9    | Monumento 66                           | 1,65 metros (5,4 pies) | 1,36 metros (4,5 pies) | 1,17 metros (3,8 pies) |                  |      |
| San Lorenzo  | Veracruz     | Cabeza colosal 10   | Monumento 89, "Don Tiburcio"           | 1,8 metros (5,9 pies)  | 1,43 metros (4,7 pies) | 0,92 metros (3 pies)   | 8                |      |
| La Venta     | Tabasco      | Monumento 1         |                                        | 2,41 metros (7,9 pies) | 2,08 metros (6,8 pies) | 1,95 metros (6,4 pies) | 24               |      |
| La Venta     | Tabasco      | Monumento 2         | "La carita sonriente"                  | 1,63 metros (5,3 pies) | 1,35 metros (4,4 pies) | 0,98 metros (3,2 pies) | 11.8             |      |
| La Venta     | Tabasco      | Monumento 3         |                                        | 1,98 metros (6,5 pies) | 1,6 metros (5,2 pies)  | 1 metro (3,3 pies)     | 12.8             |      |
| La Venta     | Tabasco      | Monumento 4         |                                        | 2,26 metros (7,4 pies) | 1,98 metros (6,5 pies) | 1,86 metros (6,1 pies) | 19.8             |      |
| Tres Zapotes | Veracruz     | Monumento A         | Cabeza colosal 1                       | 1,47 metros (4,8 pies) | 1,5 metros (4,9 pies)  | 1,45 metros (4,8 pies) | 7.8              |      |
| Tres Zapotes | Veracruz     | Monumento Q         | Cabeza colosal 2, "La cabeza del nido" | 1,45 metros (4,8 pies) | 1,34 metros (4,4 pies) | 1,26 metros (4,1 pies) | 8.5              |      |
| La Cobata    | Veracruz     | Cabeza de la Cobata |                                        | 3,4 metros (11,2 pies) | 3 metros (9,8 pies)    | 3 metros (9,8 pies)    | 40               |      |
| Takalik Abaj | Retalhuleu   | Monumento 23        |                                        | 1,84 metros (6 pies)   | 1,2 metros (3,9 pies)  | 1,56 metros (5,1 pies) |                  |      |